# Khassonké

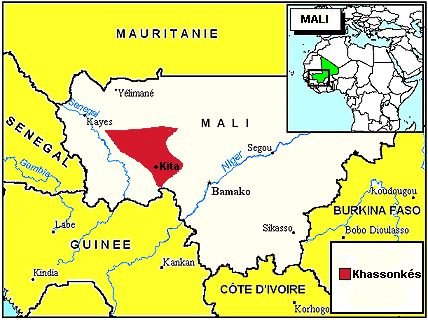
Verbreitungsgebiet der Khassonke

Die Khassonke sind eine Ethnie der Region Kayes in Mali. 
Sie sind Nachfahren der Fulbe und Malinke auf dem Gebiet der Khasso-Königreiche und sprechen Khassonke, eine Mande-Sprache, die dem Bambara ähnelt.
Ihre traditionellen Musikinstrumente heißen dundunba (eine große zylindrische Trommel mit zwei Fellen), jingò (eine kleine zylindrische Trommel mit zwei Fellen), tantanwò (eine kleine Trommel), tamandinwo (eine aisselle (Achselhöhlen) -Trommel) sowie Lauten, Harfen und Jagdpfeifen.